# Milka (företag)
Milka var en centralaffär för de finlandssvenska kooperativa mejerierna.
Milka grundades 1934 som ett dotterbolag till Centrallaget Enigheten och blev 1947 ett första gradens andelslag med mjölkleverantörer som ägare och medlemmar. År 1994 fusionerades Centrallaget Enigheten och dess medlemsmejerier med Milka. Företaget arbetade 1950–2003 i Vasa (ostfabrik och mejeri) och inledde senare verksamhet även i Pedersöre (flytande mjölkprodukter) och Vörå (ost). Den egna tillverkningen upphörde 2004, varefter fabrikerna såldes. Milka fortsatte dock som ett anskaffningsandelslag.
År 2013 fusionerades Milka med Maitosuomi.